# Njemački Kamerun
Njemački Kamerun je bio kolonija Njemačkog Carstva u Africi u razdoblju od 1884. do 1916. godine.
██ Njemački Kamerun
██ Britanski Kamerun
██ Francuski Kamerun
██ Republika Kamerun
Prvu njemačku trgovačku postaju na ovom području osnovalo je hamburško prijevozno poduzeće Woermann. Protektorat je uspostavio poznati njemački istraživač Gustav Nachtigal za vrijeme utrke za Afriku. Prostor kolonije povećan je 1911. ustupanjem Novog Kameruna Njemačkoj od strane Francuske za vrijeme druge marokanske krize. Godine 1916., za vrijeme prvog svjetskog rata, koloniju su osvojile udružene britanske i francuske snage. Nakon poraza Njemačke u ratu, Liga naroda je podijelila teritorij kolonije na dva dijela, te upravu nad njima dala Francuskoj i Velikoj Britaniji.
Francuski Kamerun i dio Britanskog Kameruna ujedinili su se 1961. u današnju Republiku Kamerun.

## povezani članci
- Njemačka Istočna Afrika
- Togoland
- Njemačka Jugozapadna Afrika
- Namibijski Nijemci